# Phyllomyza milnei
Phyllomyza milnei là một loài ruồi thuộc họ Milichiidae.